# Fiat Zero

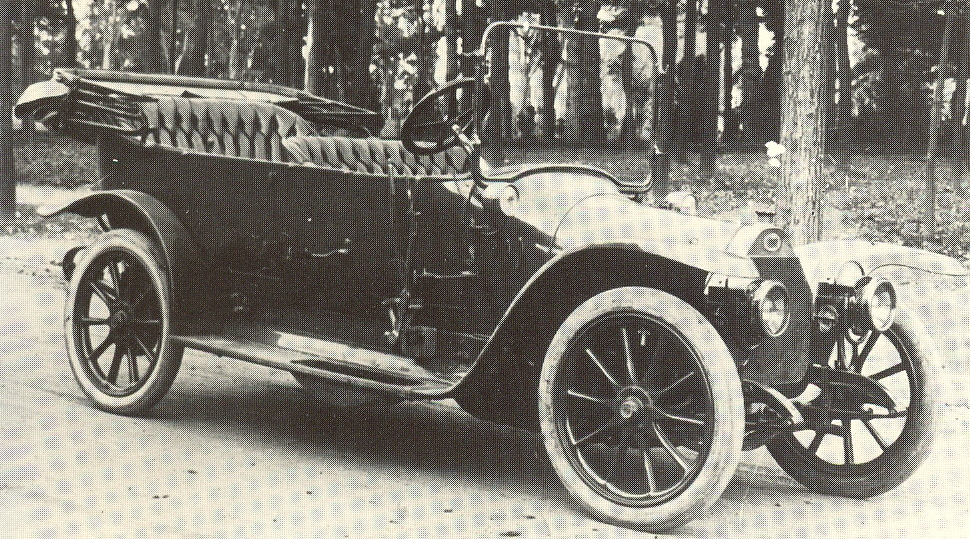
Fiat Tipo Zero Torpedo (1912)

El Fiat Zero, conocido también como Fiat 12/15 HP, fue un automóvil producido por Fiat desde 1912 hasta 1915. (Las letras 'HP' definen su potencia en caballos fiscales en lugar de CV). En el lanzamiento se vendió por 8.000 liras, que más tarde se redujo a 6.900 liras, el equivalente a 23.250 € en 2003. Estaba equipado con un motor de 1,8 litros de 18 CV (13 kW), que alcanzaba aproximadamente 19,6 millas por galón y con una velocidad de alrededor de (80 km/h ). Fue el primer Fiat en vender más de 2.000 unidades carrocería similar y la mayoría de ellos eran de carrocerías de cuatro plazas. En 1915 la producción llegó a su fin, cuando la fábrica se convirtió para la producción de guerra.
También hubo una versión liviana que se reivindicó varias marcas de velocidad.